# Lata
Lata ist die Hauptstadt der Provinz Temotu auf den Salomonen.

## Infrastruktur
In Lata befindet sich das Spital von Temotu mit 46 Betten. Neben einem Postamt, einem Telekommunikationsbüro und zahlreichen Geschäften gibt es dort einige Hotels.

## Verbindungen zur Außenwelt
Lata ist auch im Besitz einer kleinen Landebahn für Flüge nach Makira und nach Honiara. Der Schiffsverkehr ist sehr unregelmäßig, gelegentlich finden aber Transporte auch zu den äußeren Inseln statt.